# Шпачек, Давид
Давид Шпачек (чеш. David Špaček; род. 18 февраля 2003, Колумбус) — чешский хоккеист, защитник клуба АХЛ «Айова Уайлд». Чемпион мира 2024 года. Серебряный призёр молодёжного чемпионата мира 2023 года.

## Клубная карьера
Давид Шпачек — сын бывшего игрока НХЛ Ярослава Шпачека. Родился в Коламбусе, штат Огайо, когда его отец играл за «Коламбус Блю Джекетс».
Шпачек играл в юношеской хоккейной лиге в Чехии, а затем провёл два сезона в составе «Шербрук Финикс» из Главной юниорской хоккейной лиги Квебека. В сезоне 2021/2022 годов чех забил 12 голов и отдал 38 результативных передач в 57 играх. По итогам сезона был удостоен трофея Раймона Лагасе. В сезоне 2022/2023 годов забил 13 голов и отдал 44 результативные передачи в 58 матчах.
8 июля 2022 года Шпачек был выбран в пятом раунде под общим 153-м номером командой «Миннесота Уайлд» на драфте НХЛ 2022 года. 6 марта 2023 года подписал трёхлетний контракт с «Уайлд».
Сезон 2023/2024 годов начал в составе «Айова Уайлд» из АХЛ. 29 ноября 2023 года был переведён в «Айова Хартлендс» из ECHL. 4 декабря 2023 года был вызван в «Айову Уайлд». Завершил свой первый профессиональный сезон в Северной Америке, забив три гола и сделав девять результативных передач в 61 игре за «Айову Уайлд».

## Карьера в сборной
Шпачек играл за Чехию на чемпионате мира по хоккею с шайбой среди молодёжи 2022 года, где сделал одну результативную передачу в семи матчах. Через год снова представлял Чехию на чемпионате мира по хоккею с шайбой среди молодёжи 2023 года, забил три гола и сделал пять результативных передач в семи матчах, завоевав серебряную медаль.
3 мая 2024 года был включён в состав сборной Чехии на чемпионат мира по хоккею с шайбой 2024 года. В ходе турнира сделал пять результативных передач в десяти играх и завоевал золотую медаль.